# Acacia melaleucoides
Acacia melaleucoides é uma espécie de leguminosa do gênero Acacia, pertencente à família Fabaceae.